# Loché-sur-Indrois
Loché-sur-Indrois là một xã thuộc tỉnh Indre-et-Loire trong vùng Centre-Val de Loire ở miền trung nước Pháp. Theo điều tra dân số năm 2006 của INSEE có dân số 516 người. Xã nằm ở khu vực có độ cao từ 98-152 mét trên mực nước biển.
Sông Indrois chảy theo hướng bắc qua giữa thị trấn.